# Кирилко, Виталий Петрович
Виталий Петрович Кирилко (бел. Віталь Пятровіч Кірылка; род. 31 мая 1973, Пинск, Брестская область) — белорусский футболист, нападающий. Тренер клуба «Стэнлес».

## Карьера
Начинал карьеру в минском клубе СКИФ-ШВСМ, который выступал в чемпионате БССР. В 1992 году футболист перешёл в пинский «Коммунальник», вместе с которым стал одним из ключевых футболистов. Вместе с клубом дважды становился серебряным призёром Второй Лиги в сезонах 1992 года и 1993/1994 годов. В июле 1994 года футболист перешёл в минское «Динамо», за которое сыграл лишь в 1 матче. Затем на сезон вернулся в пинский «Коммунальник», откуда в январе 1996 года перешёл уже в брестское «Динамо». За брестский клуб футболист в матче 19 июня 1996 года против могилёвского клуба «Торпедо-Кадино» отличился покером, который стал вторым в истории белорусского чемпионата.
В июле 1997 года футболист перешёл в минское «Торпедо». Также в этот период выступал за минский «Реал». В 1998 году перешёл в солигорский «Шахтёр», откуда через год вернулся в пинский клуб, который носил название «Пинск-900». В 2000 году футболист перешёл в микашевичский «Гранит», где снова стал одним из ключевых игроков клуба. В 2003 году в очередной раз вернулся в «Пинск-900», откуда в 2005 году перешёл в «Осиповичи».

## Тренерская карьера
Выпускник Белорусского государственного университета физической культуры. В 2018 году был заявлен в тренерский штаб пинской «Волны». В июле 2018 года после отставки Сергея Николаевича Шульжика стал исполняющим обязанности главного ренера пинского клуба. В 2019 году вернулся к работе в пинском клубе в качестве ассистента главного тренера. В декабре 2021 года получил тренерскую лицензию УЕФА класса «А».